# Hermann Paul
Hermann Otto Theodor Paul (Magdeburgo, 7 de agosto de 1846 - Munique, 29 de dezembro de 1921) foi um linguista e lexicógrafo alemão. Foi nomeado professor de língua e literatura alemã na Universidade de Freiburg em 1874, e de filologia alemã na Universidade de Munique em 1893. Teve grande destaque entre os neogramáticos, principalmente por sua obra "Princípios Fundamentais da História da Língua", de 1880.

## Biografia
Filho de um mestre de obras, Hermann Paul nasceu em 7 de Agosto de 1846 em Salbke. Depois de frequentar a escola primária local, em 1859, mudou-se para o Mosteiro de Nossa Senhora em Magdeburg. Teve aulas particulares com Franz Heyne. Em 1866 iniciou os estudos de Filologia em Berlim, mas em 1867 transferiu-se para Leipzig, onde recebeu seu doutorado em 1870.
Em 1874 recebeu uma cátedra na Universidade de Freiburg como professor associado de literatura e língua alemã. Paul aceitou, em 1893, a nomeação de professor catedrático de filologia alemã na Universidade de Munique como sucessor de Matthias Lexer, onde em 1909 tornou-se reitor. Casou aos 59 anos em 1905.

## Objeto de Estudo
No século XIX, Paul iniciou seus estudos na gramática contemporânea e introduziu a historiografia da linguagem, atuando como lexicógrafo e teórico da linguagem, a fim de transformar o idioma de seu tempo. Ele projetou um estudo sistemático do significado da língua alemã através de suas duas principais obras da linguística histórica, através do trabalho de lexicografia no dicionário alemão e representando a estratégia linguística de seu tempo decisivamente.
Ao se vincular com a ciência da História, ele fez da linguística uma ferramenta útil de investigação cultural, como forte componente empírica. Como reitor da Universidade de Munique, ele defendia que certa proporção de seminários e exercícios nos cursos de humanas, assim como na Medicina e nas Ciências da Natureza, iria aumentar o desempenho dos alunos.
Os princípios da linguística histórica são o principal trabalho de Hermann Paul, servindo para gerações de linguistas como um livro canônico. Assim como vários outros livros de Paul, este em particular tornou-se um padrão de trabalho da linguística germânica. As novas edições e revisões, são traduzidas e respeitadas em muitas línguas.

## Contribuições para a Linguística[1]
Hermann Paul foi um dos neogramáticos que mais influenciou o pensamento linguístico. Seu trabalho procurava explicar como se dava a mudança no indivíduo e também na sociedade em geral, o que foi de grande importância para a identificação das regularidades da mudanças linguísticas.
Seu trabalho abriu caminho para os gerativistas, uma vez que Chomsky, Lightfoot, entre outros, incorporam a mudança como parte dos estudos linguísticos, partindo do pensamento que a única forma de compreender e estudar a língua seria do ponto de vista do indivíduo.

## Teoria dos Neogramáticos[2]
Os neogramáticos seguiram os estudos da história das línguas iniciados pelos comparatistas, retomando as atividades da Filologia Clássica. Eles se concentraram principalmente na gramática dessas línguas, o que lhes conferiu este título. A teoria desses estudiosos foi sistematizada por Hermann Paul em 1880, e reformulada em uma edição de 1920. Além de Paul, entre os principais neogramáticos também estão Hermann Osthoff, Karl Brugmann, Wilhelm Braune, August Leskien, Berthold Delbrück e Eduard Siervers.
A neogramática se baseia nos princípios de leis fonéticas, de que a língua sofria alterações através de fatores fonéticos, não incluindo em sua argumentação fatores morfológicos ou sintáticos. A mudança linguística se daria através do princípio do “maior conforto” ou da “lei do mínimo esforço”, em que a articulação da língua iria se adaptar com as mudanças fonéticas e a espontaneidade da produção dos sons, e até mesmo em línguas distintas as mudanças podem coincidir, pela acomodação entre os sons mais próximos produzidos por um aparelho fonador semelhante.
A sistematização dos fatores fonéticos ocorre em termos de assimilação, dissimilação, permuta, adição, apagamento, transposição, entre outros. Esses conceitos vêm sido discutidos nos últimos anos, em que apareceram fortes oposições, criando uma “controvérsia neogramatical”, que questiona se é o som ou a palavra que, de fato, sofrem alterações.

## Obras
- Gab es eine mittelhochdeutsche Schriftsprache? (“Havia uma Linguagem Escrita do Médio Alto Alemão?,” 1873)
- Zur Lautverschiebung (“O Deslocamento da Vogal,” 1874)
- Beiträge zur Geschichte der deutschen Sprache und Literatur (“Contribuições para a História da Língua Alemã e sua Literatura,” 1874)
- Kritische Beiträge zu den Minnesingern (“Contribuições Críticas sobre o Minnesingern,” 1876)
- Zur Nibelungenfrage (“A Questão Nibelungen,” 1877)
- Die Vocale der Flexions- und Ableitungssilben in den ältesten germanischen Dialecten, em "Beiträge zur Geschichte der deutschen Sprache und Literatur" (p.314–475), ("As Flexões das Vogais e a Dissipação das Sílabas nos mais Antigos Dialetos Germânicos", em "Contribuições para a História da Língua Alemã e sua Literatura", 1877)
- Zur Geschichte des germanischen Vocalismus ("A História do Vocalismo Germânico," 1879)
- Beiträge zur Geschichte der Lautentwicklung und Formenassoziation ("Contribuições para a História de acordo com o Desenvolvimento e Tipos de Associação," 1879-1882)
- Principien der Sprachgeschichte ("Princípios Fundamentais da História da Língua," 1880)
- Mittelhochdeutsche Grammatik (“Gramática do Médio Alto Alemão,” 1881)
- Beiträge zur Geschichte der Lautentwicklung und Formenassociation. II: Vokaldehnung und Vokalverkürzung im Neuhochdeutschen, em "Beiträge zur Geschichte der deutschen Sprache und Literatur" (p. 101–134), ("Contribuições para a História de acordo com o Desenvolvimento e Tipos de Associação. II: Alongamento e Encurtamento Vocal no Novo Alto Alemão", em "Contribuições para a História da Língua Alemã e sua Literatura", 1884)
- Grundriss der germanischen Philologie (“Perfil da Filologia Alemã,” 1891-93)
- Über die Aufgaben der wissenschaftlichen Lexikographie mit besonderer Rücksicht auf das deutsche Wörterbuch, em "Sitzungsberichte der philos.-philol. Klasse der Bayerischen Akademie der Wissenschaften" (p. 53-91), ("Tarefas de Lexicografia Científica com Especial Referência no Dicionário Alemão", em "Relatórios de Classe de Filosofia e Filologia da Academia Bávara de Ciências", 1894)
- Zur Wortbildungslehre ("O Ensino da Morfologia da Palavra," 1896)
- Deutsches Wörterbuch ("Dicionário Alemão," 1897)
- Über die Umschreibung des Perfektums im Deutschen mit haben und sein, em "Abhandlungen der Bayerischen Akademie der Wissenschaften" ("Descrição de Perfektums e como deve ser em Alemão", em "Memórias da Academia Bavária de Ciências", 1902)
- Die Bedeutung der deutschen Philologie für das Leben der Gegenwart, em "Beilage zur Allgemeinen Zeitung München" ("O Significado da Filologia Alemã para a Contemporaneidade", em "Complemento Geral do Jornal de Munique", 1909)
- Deutsche Grammatik ("Gramática Alemã," 1916–1920)
- Über Aufgabe und Methode der Geschichtswissenschaften (“Função e Método das Ciências Históricas,” 1920)
- Über Sprachunterricht ("O Ensino das Línguas," 1921)